# Robert McAlmon
Robert McAlmon, né le 9 mars 1895 et mort le 2 février 1956, est un auteur et éditeur américain.

## Biographie
Robert Menzies McAlmon naît le 9 mars 1895 à Clifton (Kansas) dans une famille modeste de dix enfants. Il est le fils d'un pasteur itinérant irlandais, le Révérend John McAlmon, et de Bessie Urquhart, une mère à laquelle il doit des origines écossaise et canadienne.
McAlmon commence ses études à l'Université du Minnesota avant de s'enrôler en 1916 dans le 190th Overseas Battalion des forces canadiennes à Winnipeg puis dans l'armée de l'air américaine en mars 1918. Il apprend le pilotage au camp de San Diego mais ne participe pas à la guerre. Il part à Chicago au début de l'année 1920 avant de s'installer à New York, où il pose comme modèle pour l'institut d'art Cooper Union. À Greenwich Village, il fait la rencontre de Marcel Duchamp, du peintre Marsden Hartley puis du poète William Carlos Williams. Avec ces deux derniers, ils créent Contact Review, une revue qui comportera seulement quatre numéros entre décembre 1920 et l'été 1921 puis un dernier numéro plus luxueux en juin 1923, mais qui publie des auteurs importants comme Ezra Pound, Wallace Stevens, Marianne Moore, Hilda Doolittle, Kay Boyle, Hilaire Hiler et Marsden Hartley.
Le 14 février 1921, Robert McAlmon se marie à New York avec une poétesse nommée Bryher, qui s'avère être Annie Winifred Ellerman, la fille de John Ellerman (en) (1862-1933), l'un des hommes les plus riches d'Angleterre. C'est un mariage de convenance, car Bryher ne cache pas son homosexualité, mais il permet à McAlmon de jouir d'une grande aisance pendant quelques années.
En mai 1921, McAlmon arrive à Paris et s'inscrit à la librairie Shakespeare and Company de Sylvia Beach. Devenu le « parrain » des expatriés américains et le centre des nuits de Montparnasse, il est surtout un des principaux acteurs de la vie littéraire des années 1920. Lors de la dernière année de rédaction d'Ulysse, il aide ainsi James Joyce en lui donnant de l'argent, en réunissant une partie des souscriptions et en tapant le monologue de Molly Bloom quand toutes les dactylographes de Joyce avaient abandonné.
En 1927, McAlmon et Bryher divorcent. McAlmon reste à Paris après la crise de 1929, par intermittence, passant en réalité son temps à voyager à travers toute l'Europe, au Mexique, aux États-Unis. Il finit par regagner son pays en 1940. 
Après avoir vécu à El Paso, à la frontière mexicaine, il meurt dans une relative misère à Desert Hot Springs (Californie) le 2 février 1956.

## Son œuvre
Auteur prolifique et capable d'écrire dans tous les genres, McAlmon a publié deux romans autobiographiques (Post-Adolescence en 1923 et Village: As It Happened Through a Fifteen Year Period en 1924) quatre recueils de nouvelles (A Hasty Bunch en 1922, A Companion Volume en 1923, Distinguished Air, Grim Fairy Tales en 1925, The Infinite Huntress and Other Stories en 1932), quatre volumes de poésie (Explorations en 1921, The Portrait of a Generation en 1925, North America, Continent of Conjecture en 1929, Not Alone Lost en 1937) et ses mémoires, Being Geniuses Together: An Autobiography en 1938.
Tout au long de sa vie McAlmon écrit de nombreux autres textes, publiés pour certains dans les revues les plus prestigieuses de l'époque (Poetry, The Little Review, This Quarter, The Transatlantic Review, Pagany, The Exile, transition), mais restés souvent inédits. La plupart des éditeurs « commerciaux » refuseront de l'éditer, en partie à cause de son regard sans fard porté sur l'homosexualité et de sa tendance à écrire d'un seul jet, sans se relire. En cela il était un précurseur à la fois d'Isherwood et de la Beat Generation, et a sans doute pâti d'être un écrivain en avance sur son temps.
Joyce, Katherine Mansfield, Pound et de nombreux autres contemporains ont pourtant déclaré qu'il était incontestablement un des écrivains les plus doués de sa génération.

## Les éditions Contact
En 1922, Robert McAlmon est le premier à créer une maison d'édition américaine indépendante à Paris avec l'aide de l'imprimeur dijonnais Maurice Darantière : Contact Publishing Company. Il s'associe en 1923 avec Bill Bird, le fondateur de Three Mountains Press, et établit sa maison d'édition sur l'Île Saint-Louis, au 29 quai d'Anjou.
Jusqu'en 1929, les éditions Contact font paraître successivement : Two Selves de Bryher, Palimpsest de H.D. (Hilda Dolittle), Lunar Baedecker de Mina Loy, des poèmes de Marsden Hartley et de William Carlos Williams (Spring and All, 1923), le seul livre publié d'Emanuel Carnevali (The Hurried Man), des textes de Ford Madox Ford, Mary Butts (Ashe of Rings), John Herrmann (What Happens), Edwin Lanham (Sailors Don't Care), Robert Coates (The Eater of Darkness), et de Saikaku Ihara (Quaint Tales of Samurais). McAlmon finance aussi Almanach des dames de Djuna Barnes.
Contact Collection of Contemporary Writers, une anthologie qu'il publie au début de 1925, rassemble des extraits de ce qui se faisait de mieux en matière de littérature moderniste : “Soldier's home” de Hemingway, “Anglo-Mongrels and The Rose” de Mina Loy, “South” de Bryher, “Hedylus” de H.D., “Marianne Moore” de Williams, un extrait de “No more Parades” de Ford Madox Ford, Cantos XX de Pound, une partie du Work in Progress de Joyce et des textes de Gertrude Stein, Mary Butts, Djuna Barnes, Havelock Ellis, Dorothy Richardson, May Sinclair, Norman Douglas, deux poèmes d'Edith Sitwell et “Spring Leaves to Consider” de McAlmon.
Convaincu de son importance, McAlmon fait paraître The Making of Americans de Gertrude Stein en 1925, à une époque où personne d'autre n'avait le courage de publier un roman si monumental.
Il est aussi le premier éditeur d'Ernest Hemingway, dont il publie le recueil Three Stories & Ten Poems en 1923. C'est par ailleurs McAlmon qui fait découvrir l'Espagne et les corridas à Hemingway lors d'un voyage qu'ils effectuent ensemble à la fin du printemps 1923.

## Œuvres
- Explorations. Egoist Press, London, 1921. Poésie.
- A Hasty Bunch. Imprimé par Maurice Darantière à Dijon en 1922. Nouvelles.
- A Companion Volume. Contact, Paris, 1923. Nouvelles.
- Post-Adolescence. Contact, Paris, 1923. Roman.
- Village: As It Happened Through a Fifteen Year Period. Contact, Paris, 1924. Roman.
- Distinguished Air: Grim Fairy Tales Contact, Paris 1925. Nouvelles.
  - réimprimé : There Was a Rustle of Black Silk Stockings. Lesbian pulp fiction, 1963.
- The Portrait of a Generation. Contact, Paris, 1925. Poésie.
- North America, Continent of Conjecture. Contact, Paris, 1929. Poésie.
- The Infinite Huntress and Other Stories. Black Sun Press, Paris, 1932. Nouvelles.
- Not Alone Lost. New Directions Publishing, Norfolk, CT, 1937. Poésie.
- Being Geniuses Together. Secker & Warburg, London, 1938. Mémoires. Nouvelle édition revue par Kay Boyle, Being Geniuses Together. Doubleday, New York, 1968.
- Miss Knight and Others. University of New Mexico Press, 1992. Nouvelles.
- The Nightinghouls of Paris. University of Illinois Press, 2007. Roman posthume.

## Couvertures de livres

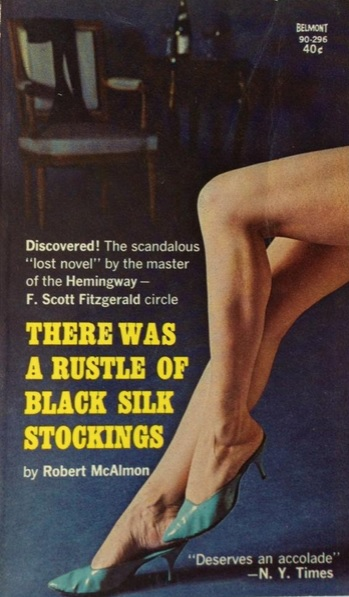
There Was a Rustle of Black Silk Stockings